# Baon (Fluss)
Der Baon ist ein Fluss in Frankreich, der im Département Yonne in der Region Bourgogne-Franche-Comté verläuft. Er entspringt
im nordwestlichen Gemeindegebiet von Stigny, entwässert generell Richtung Nordwest und mündet nach rund 23 Kilometern im Gemeindegebiet von Saint-Martin-sur-Armançon als rechter Nebenfluss in den Armançon.

## Verlauf
Der Baon erreicht auf seinem Weg bei Tanlay das Tal des Armançon und wird ab hier seit der Errichtung des Schifffahrtskanals Canal de Bourgogne auf der Fluss-abgewandten Seite für etwa 1,5 Kilometer künstlich parallel zum Kanal geführt. Beim Ort Commissey wird er dann in eine alte Flussschleife des Armançon eingeleitet, zur Wasserversorgung des Kanals aufgestaut, unterquert ihn bei der Schleuse Saint-Martin und erreicht auf diesem Weg endlich seinen Mündungsfluss Armançon.

## Bezeichnungen des Flusses
Der Fluss ändert auf seinen Teilabschnitten mehrfach seinen Namen in Abhängigkeit von bestimmten Orten, die er tangiert. Die offizielle Bezeichnung entstammt der französischen Gewässerdatenbank Sandre.
Die verschiedenen Bezeichnungen lauten in Fließrichtung:
- Ruisseau de Boutellier
- Ruisseau des Froides Fontaines
- Ruisseau de Baon

## Orte am Fluss
(Reihenfolge in Fließrichtung)
- Gland
- Pimelles
- Baon
- Tanlay
- Commissey, Gemeinde Tanlay
- Saint-Martin-sur-Armançon